# Siksjön (Leksands socken, Dalarna)
Siksjön är en sjö i Leksands kommun i Dalarna och ingår i Dalälvens huvudavrinningsområde. Sjön har en area på 0,433 kvadratkilometer och ligger 292,2 meter över havet.

## Delavrinningsområde
Siksjön ingår i det delavrinningsområde (672986-142870) som SMHI kallar för Mynnar i Stor-Flaten. Medelhöjden är 307 meter över havet och ytan är 2,29 kvadratkilometer. Det finns ett avrinningsområde uppströms, och räknas det in blir den ackumulerade arean 4,67 kvadratkilometer. Vattendraget som avvattnar avrinningsområdet har biflödesordning 4, vilket innebär att vattnet flödar genom totalt 4 vattendrag innan det når havet efter 326 kilometer. Avrinningsområdet består mestadels av skog (58 procent) och sankmarker (20 procent). Avrinningsområdet har 0,44 kvadratkilometer vattenytor vilket ger det en sjöprocent på 19,1 procent.